# مهدخت پورخالقی چترودی
مهدخت پورخالقی چترودی(زاده ۱۳۳۲)، شاهنامه‌شناس معاصر و استاد تمام ادبیّات فارسی در دانشگاه فردوسی مشهد است.
وی مدرک دکترای زبان و ادبیّات فارسی را از دانشگاه فردوسی مشهد و با راهنمایی محمدجعفر یاحقی گرفت. کتاب‌های "فرهنگ قصّه‌های پیامبران و اشارات داستانی در مثنوی" و کتاب "درخت شاهنامه (ارزش‌های فرهنگی و نمادین درخت در شاهنامه)" از آثار اوست. پورخالقی چترودی اکنون در دانشگاه فردوسی مشهد تدریس می‌کند. وی از اعضای انجمن ترویج زبان و ادب فارسی، عضو هیئت مؤسّس فرهنگ‌سرای (خرد سرا) فردوسی و کمیتهٔ اصلی بزرگداشت فردوسی است. همچنین وی مشاور فرهنگی انجمن ادبی دانشجویان ادبیّات، عضو کمیتهٔ برنامه‌ریزی دروس، رئیس هیئت فردوسی‌شناسی در دانشگاه حیدرآباد هندوستان و… است.

## تألیف‌ها
- درخت شاهنامه (ارزش‌های فرهنگی و نمادین درخت در شاهنامه)، مهدخت پورخالقی چترودی، مشهد، شرکت به نشر، چاپ اوّل ۱۳۸۱، چاپ دوم ۱۳۸۳.
- فرهنگ قصّه‌های پیامبران و تجلّی شاعرانهٔ اشارات داستانی در مثنوی، مهدخت پورخالقی چترودی، مشهد، انتشارات آستان قدس رضوی، چاپ اوّل ۱۳۷۰، چاپ دوم ۱۳۷۳.